# Aleksandrowka (sielsowiet zacharowski)
Aleksandrowka (ros. Александровка) – wieś (ros. деревня, trb. dieriewnia) w zachodniej Rosji, należąca do sielsowietu zacharowskiego w rejonie wołowskim (obwód lipiecki).

## Geografia
Miejscowość położona jest nad ruczajem Dubowiec (dopływ rzeki Ołym), 6,5 km od centrum administracyjnego sielsowietu zacharowskiego (Zacharowki), 13,5 km od centrum administracyjnego rejonu (Wołowa), 120 km od stolicy obwodu (Lipiecka).
W granicach wsi znajduje się ulica Rodnikowaja (54 posesjе).

## Demografia
W 2012 r. wieś zamieszkiwało 127 osób.